# Listă de eroi din mitologia greacă

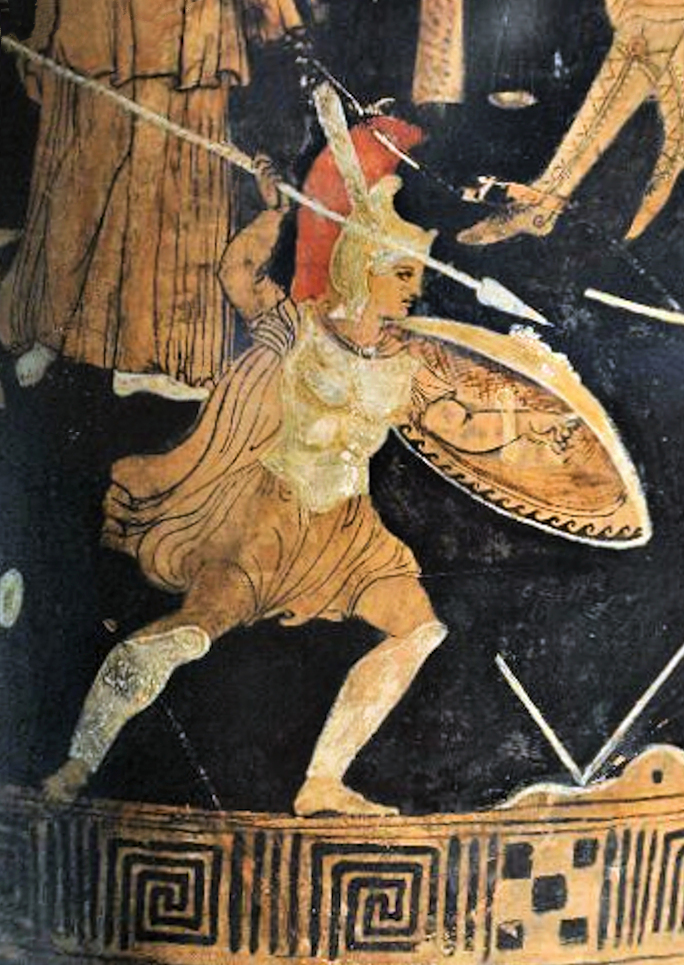
Eroul Ahile, vas grecesc din 300 î.Hr.

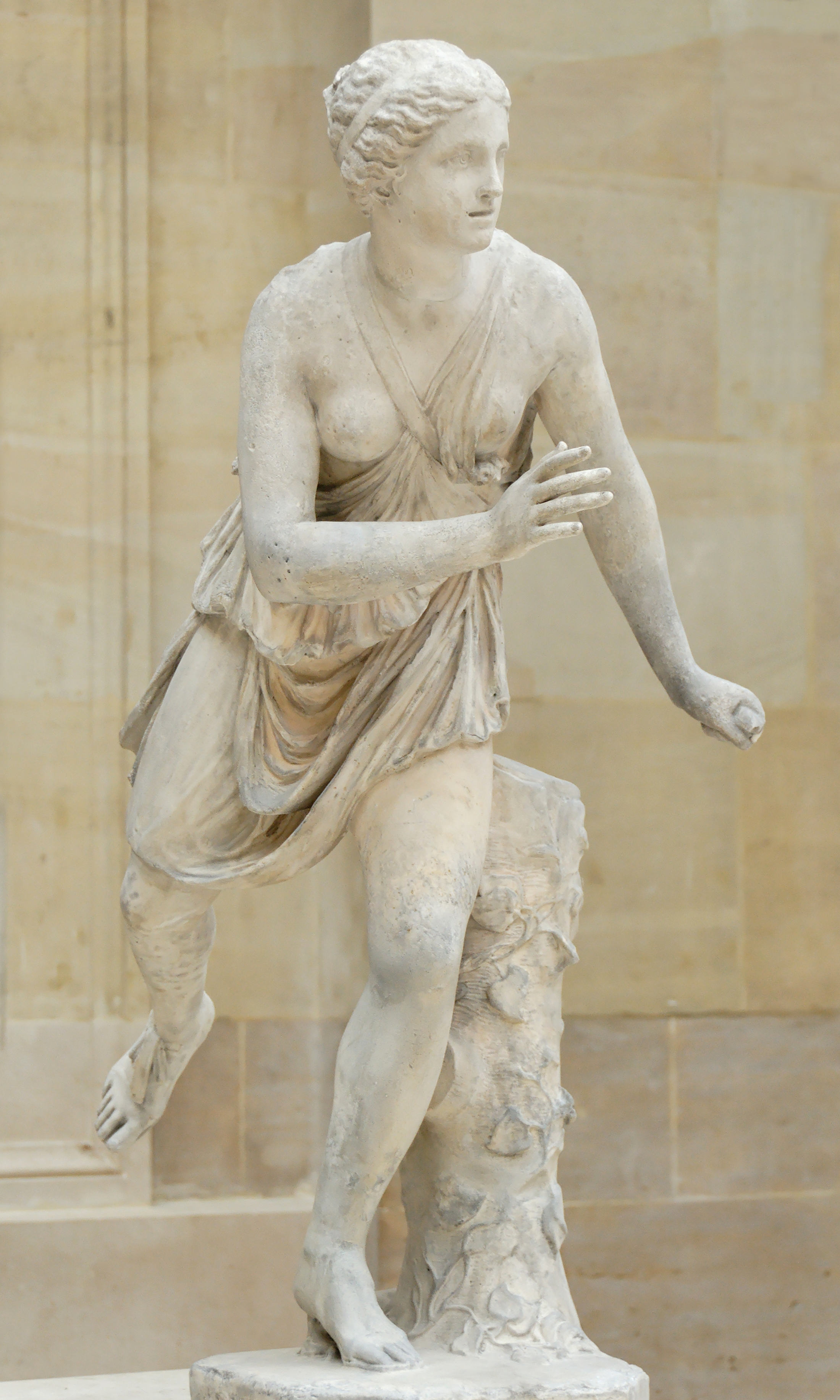
Eroina Atalanta, sculptură de la Muzeul Luvru

Aceasta este o listă cu eroi din mitologia greacă. La origine, eroii erau o rasă diferită de zei și de muritori.

### Bărbați
- Agamemnon
- Ahile
- Belerofon
- Cadmus
- Dedal sau Daedalus
- Diomede
- Enea
- Egeu
- Egipt (sau Aegyptus)
- Hector
- Heracle
- Iason
- Icar
- Menelau
- Meleagru
- Nestor
- Paris
- Odiseu, cunoscut și ca Ulise
- Oedip
- Oreste
- Orfeu
- Perseu
- Telemah
- Sisif
- Telamon
- Tezeu

### Femei
- Andromeda
- Arachne
- Atalanta
- Casandra sau Cassandra
- Didona
- Elena din Troia
- Electra
- Euridice
- Europa
- Hecuba
- Ifigenia
- Medeea
- Pandora
- Penelopa
- Penthesilea